# 시알

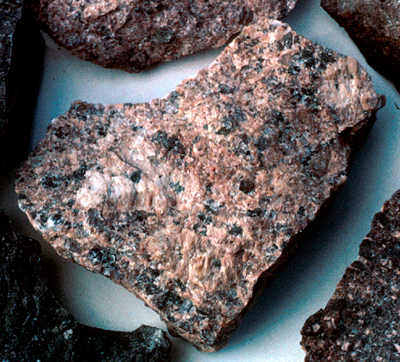

시알(sial)은 지구의 지각의 상층부로, 규산염과 알루미늄이 풍부한 암석으로 이루어져 있다. 판 구조론에서 쓰이는 대륙 지각과 같은 뜻으로 쓰이기도 한다.
시알이라는 이름은 실리카(silica)와 알루미늄(aluminium)의 첫 두 글자를 따서 붙여졌다.

## 성질
시알은 지각의 하층부를 구성하는 시마에 비해 낮은 2700 - 2800 kg/m3의 밀도를 가진다.

## 같이 보기
- 연약권
- 암권
- 시마
- 니페